# Egloffstein (Adelsgeschlecht)

Stammwappen derer von Egloffstein

Die Familie von Egloffstein ist ein fränkisches Uradelsgeschlecht mit gleichnamigem Stammhaus in der Fränkischen Schweiz im Regierungsbezirk Oberfranken. Es erscheint erstmals urkundlich 1187 mit Heinrich genannt Stuchs, mit dem auch die Stammreihe beginnt. Es gehört der fränkischen Reichsritterschaft an.

## Geschichte

### Die von Egloffstein in Franken

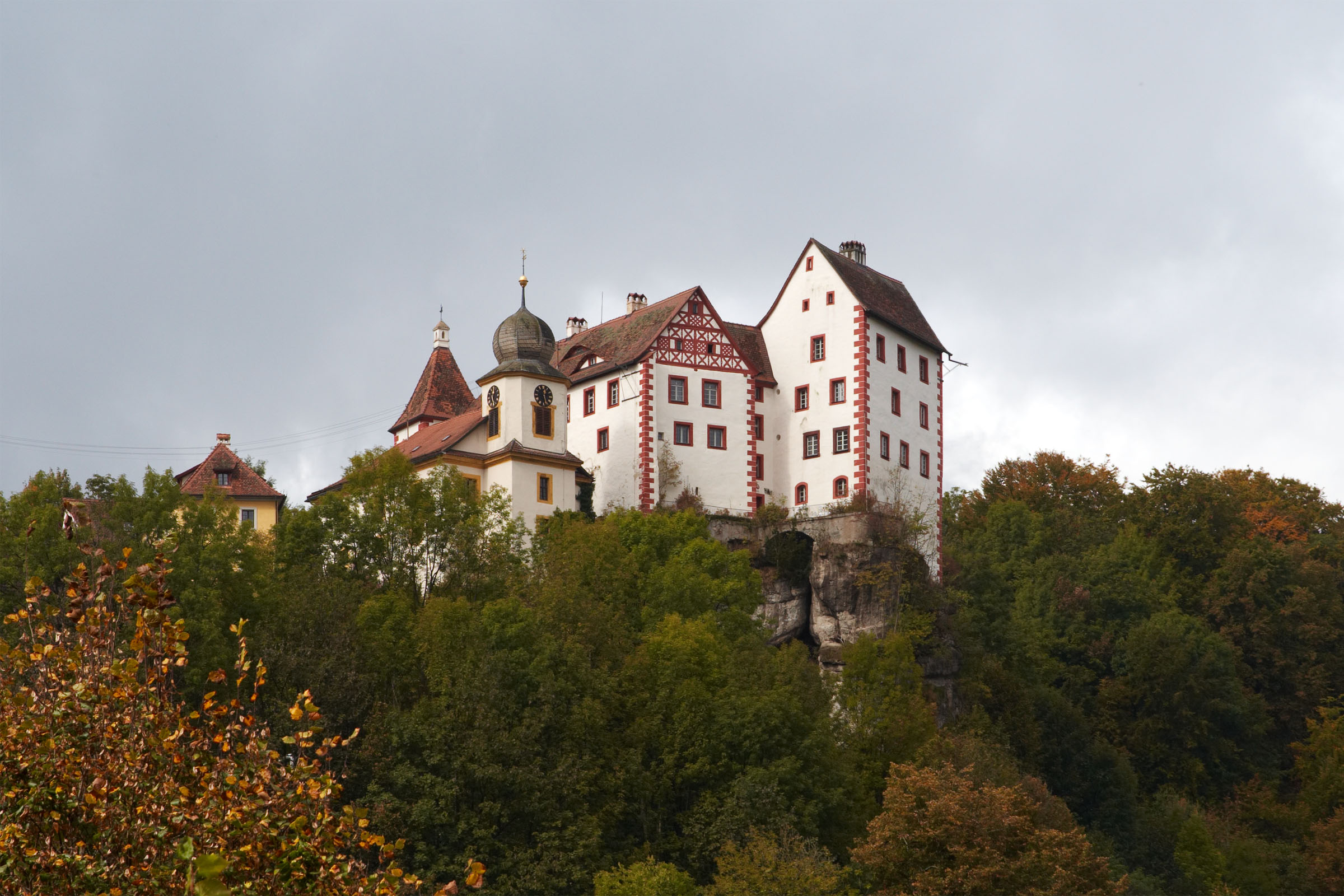
Burg Egloffstein

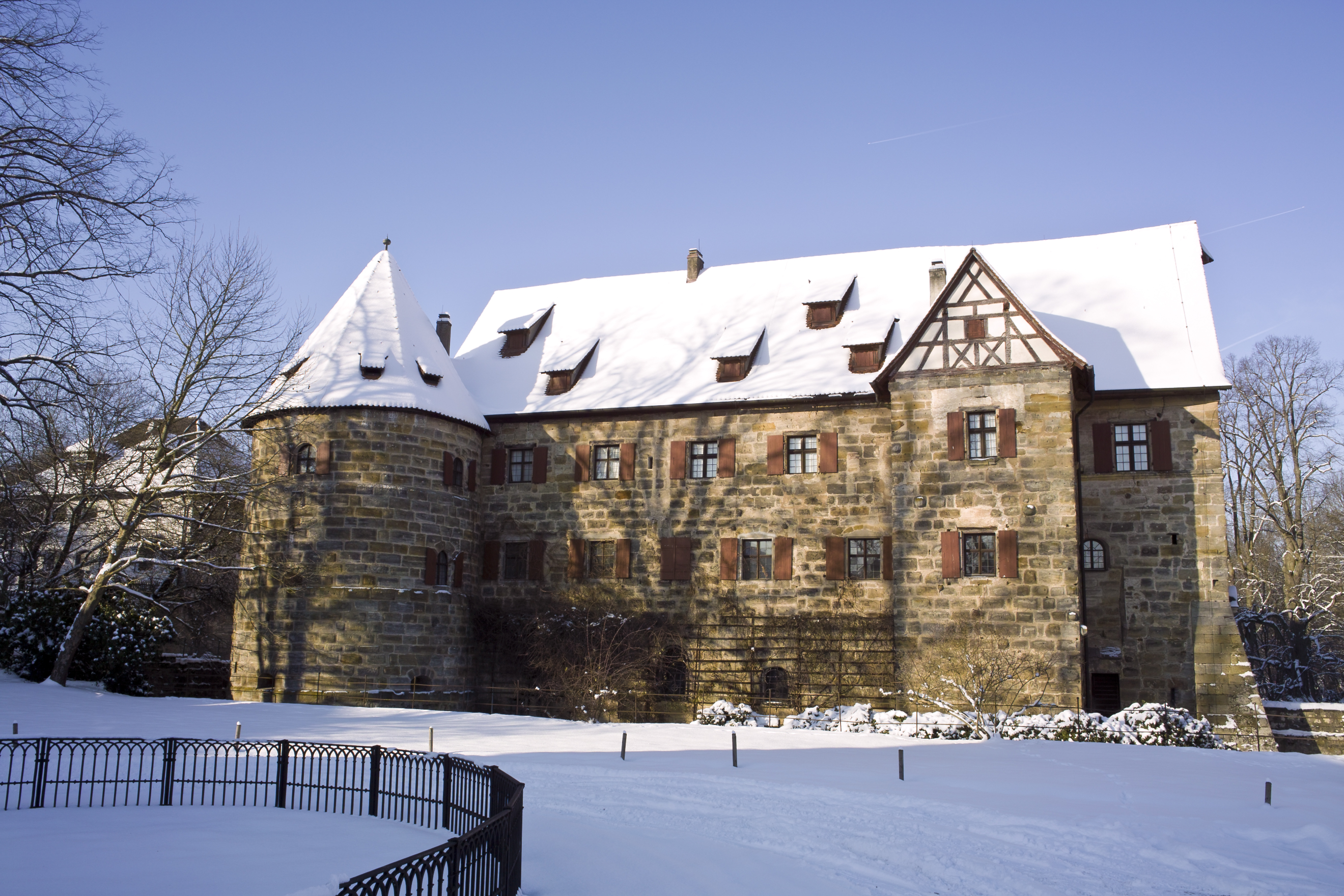
Schloss Kunreuth

Die Egloffsteiner waren ein mächtiges, einflussreiches und weitverzweigtes, zur fränkischen Reichsritterschaft gehörendes im Ritterkanton Gebürg sowie im Ritterkanton Steigerwald beheimatetes Adelsgeschlecht.
Im 14. Jahrhundert besaßen sie nicht nur in Egloffstein eigene Burgen, sondern auch in Stolzenrode, Leienfels, Burggaillenreuth, Neuhaus an der Pegnitz, Lauterbach, Wolfsberg, Wadendorf, Neunkirchen am Brand, Löhlitz und Henfenfeld sowie eine Wasserburg in Kunreuth. Die Egloffsteiner stifteten mit ihren Eigengütern die Kaplanei in Egloffstein.
Sie waren unter anderem mit den Adelsgeschlechtern Lüchau und Rabensteiner zu Döhlau verwandt.
Familienmitglieder waren in zahlreiche Fehden mit der Reichsstadt Nürnberg verwickelt.

### Besitzungen in Bayern
Die Egloffstein waren in Franken reich begütert und besaßen unter anderem:
- vor 1180–heute Burg Egloffstein
- um 1330–1580 Burg Bärnfels
- um 1303–???? Burg Stolzenroth
- 1348–heute Burg Kunreuth[3]
- 1353–1684 Burg Gaillenreuth
- 1369–1509 die Burg Winterstein
- 1372–1920 Schloss Mühlhausen
- ????–1863 den Burgstall Bergstuhl bei Decheldorf, Mühlhausen
- ????–1400/1422 das Rittergut Ermreuth
- ????–1416 den Herrensitz Renzenhof bei Röthenbach an der Pegnitz
- 1401–1410 die Burg Strahlenfels bei Simmelsdorf
- 1405–1530 die Burg Henfenfeld (Pfinzingschloss)
- 1412–???? den Herrensitz Steinhaus in Dormitz
- 1415–1503 die Burg Hartenstein
- 1416–1530 Burg Altenstadt
- 1447–1470 (ca.) Burg Osternohe bei Schnaittach
- 1453–1510 (ca.) den Herrensitz Artelshofen
- 1470–???? das Egloffsteiner Palais im heutigen Sulzbach-Rosenberg
- 1718–1744 das Egloffsteinsche Palais in Erlangen, Friedrichstraße 17
- 1744–1800/1830–1851 das Seckendorff-Egloffsteinsche Freihaus in Kornburg
- 1780–1802 den Herrensitz Forth bei Eckental
- 1790–1819 das Rittergut Oberndorf (Möhrendorf)[4]
- 1791–1814 das Rittergut Büg bei Eckental
- 1794–1808 den Herrensitz Weigelshof bei Nürnberg
- ferner zeitweise: Liebenau (Gößweinstein), Steppach (Pommersfelden), Sambach (Pommersfelden) (ab 1414 kurzzeitig), Warmersdorf (ab 1534), Decheldorf, Besitz in Höchstadt an der Aisch, ein Freihof in Forchheim.

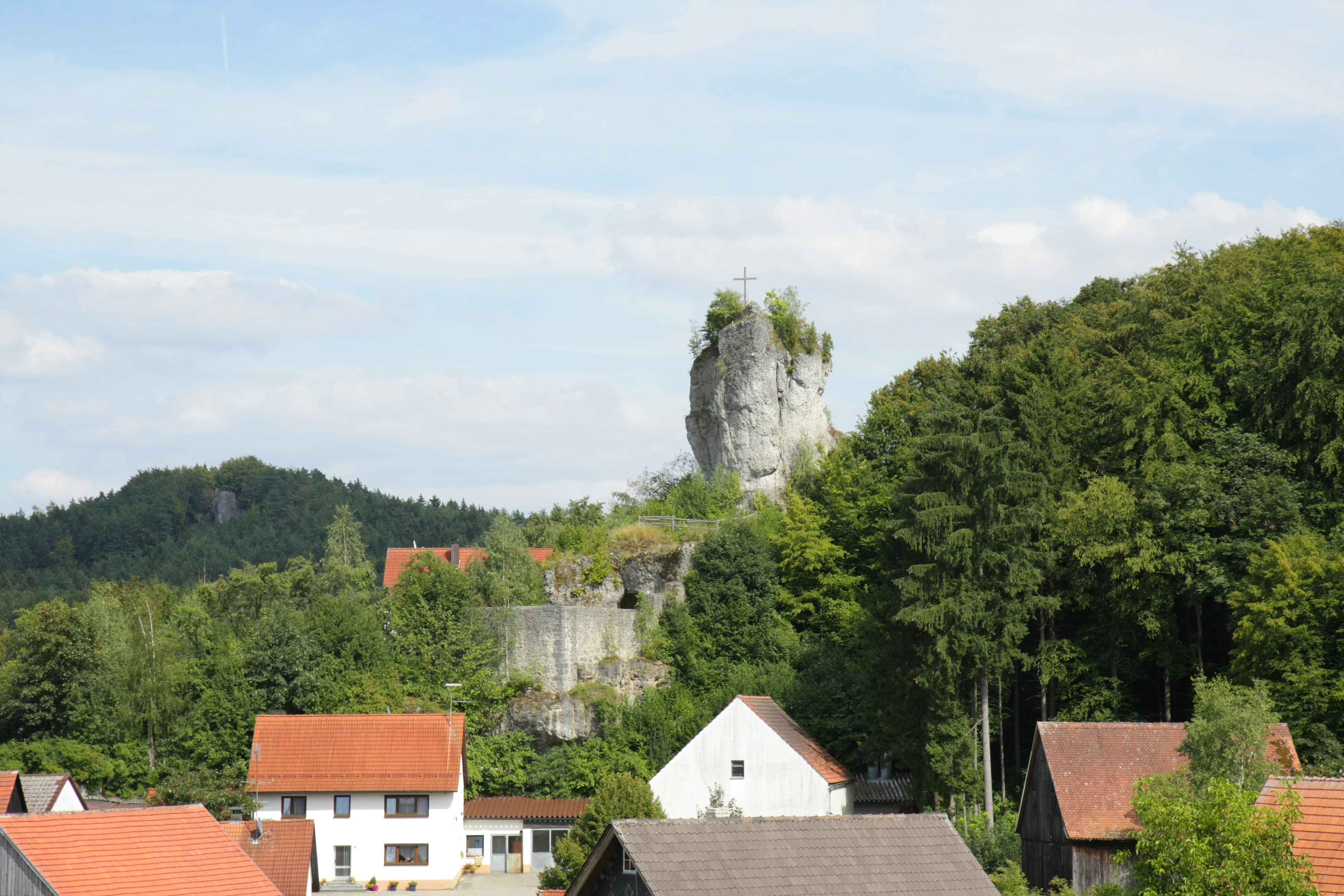
Burg Bärnfels
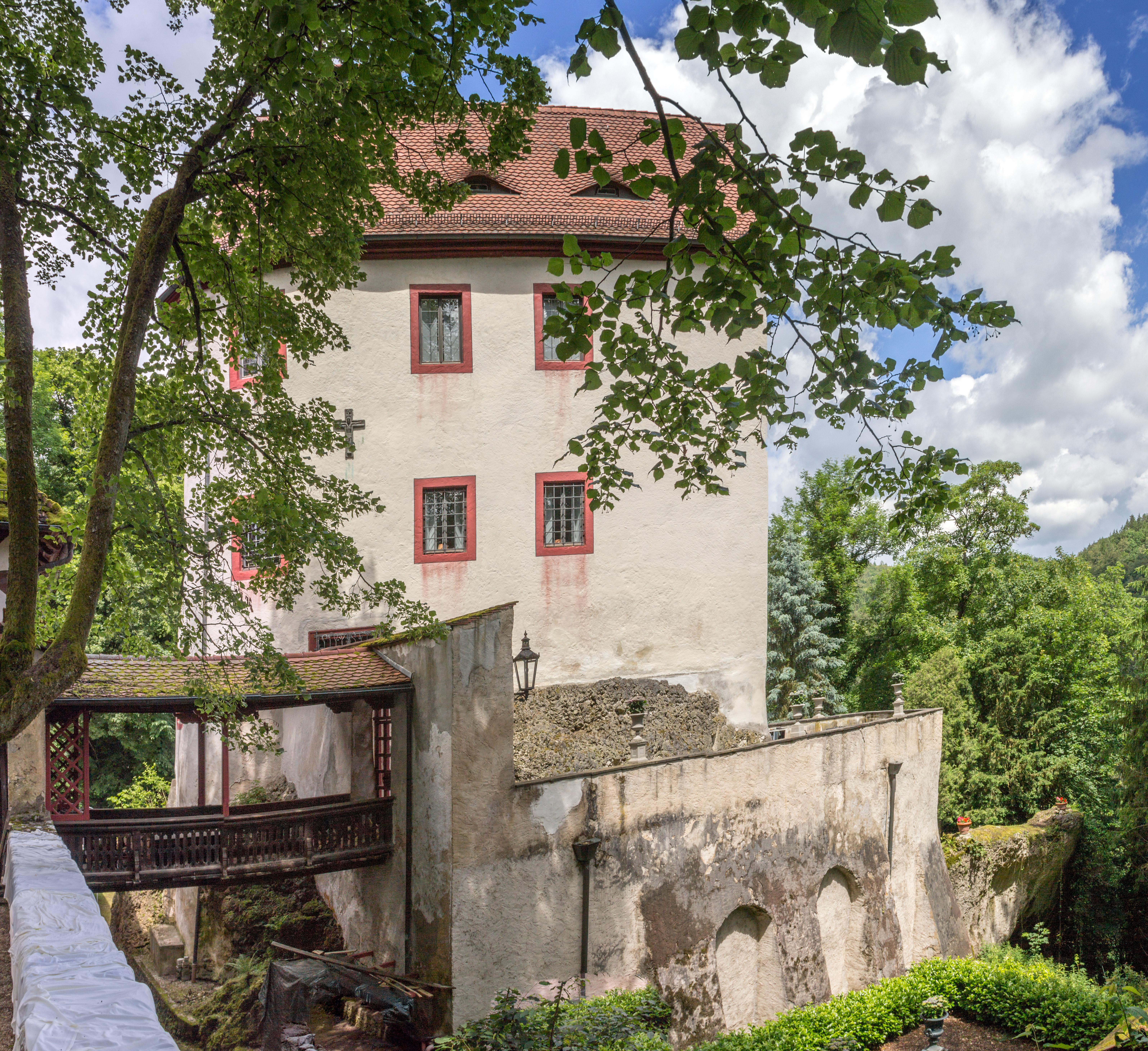
Burg Gaillenreuth
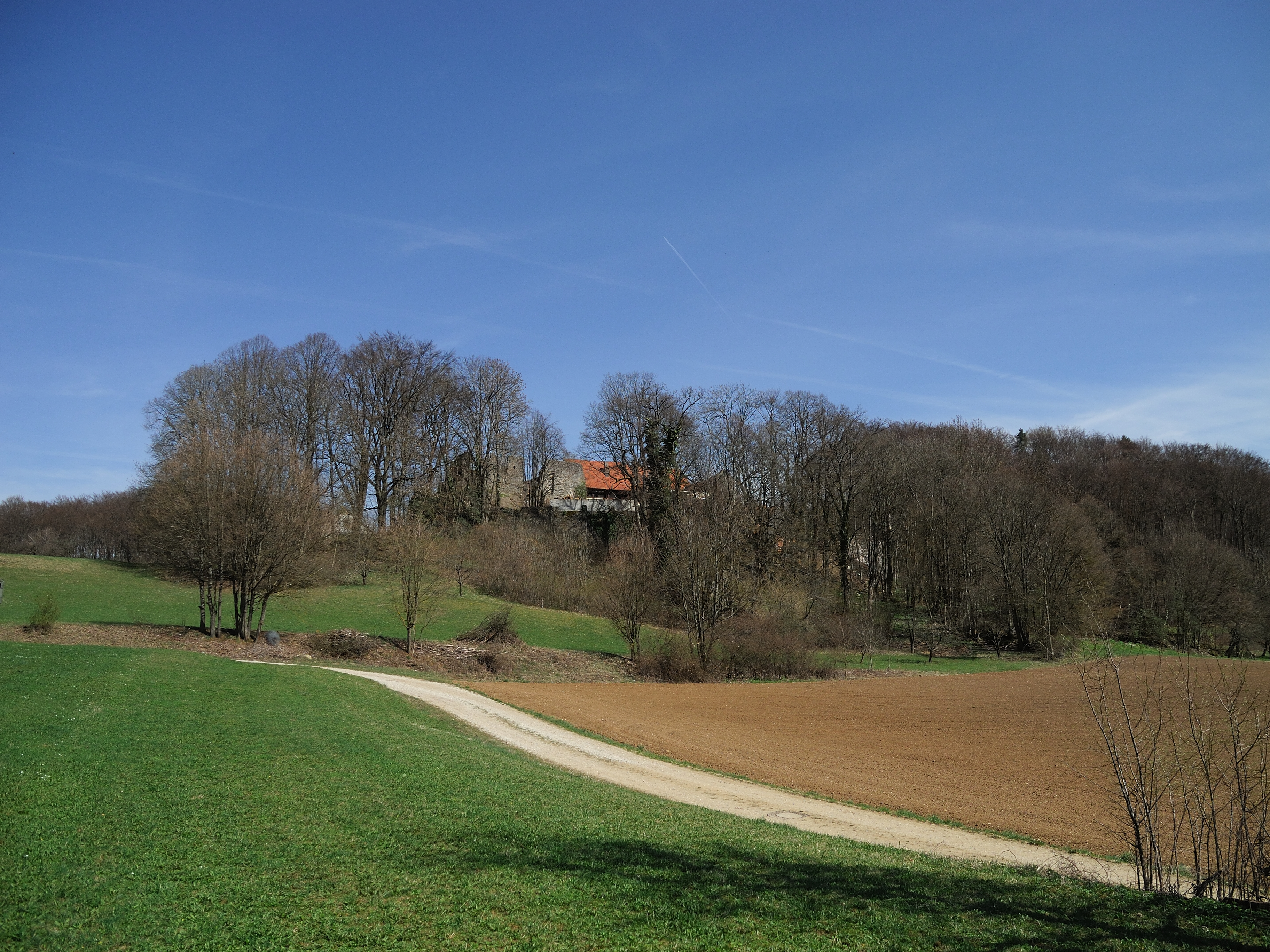
Burg Winterstein
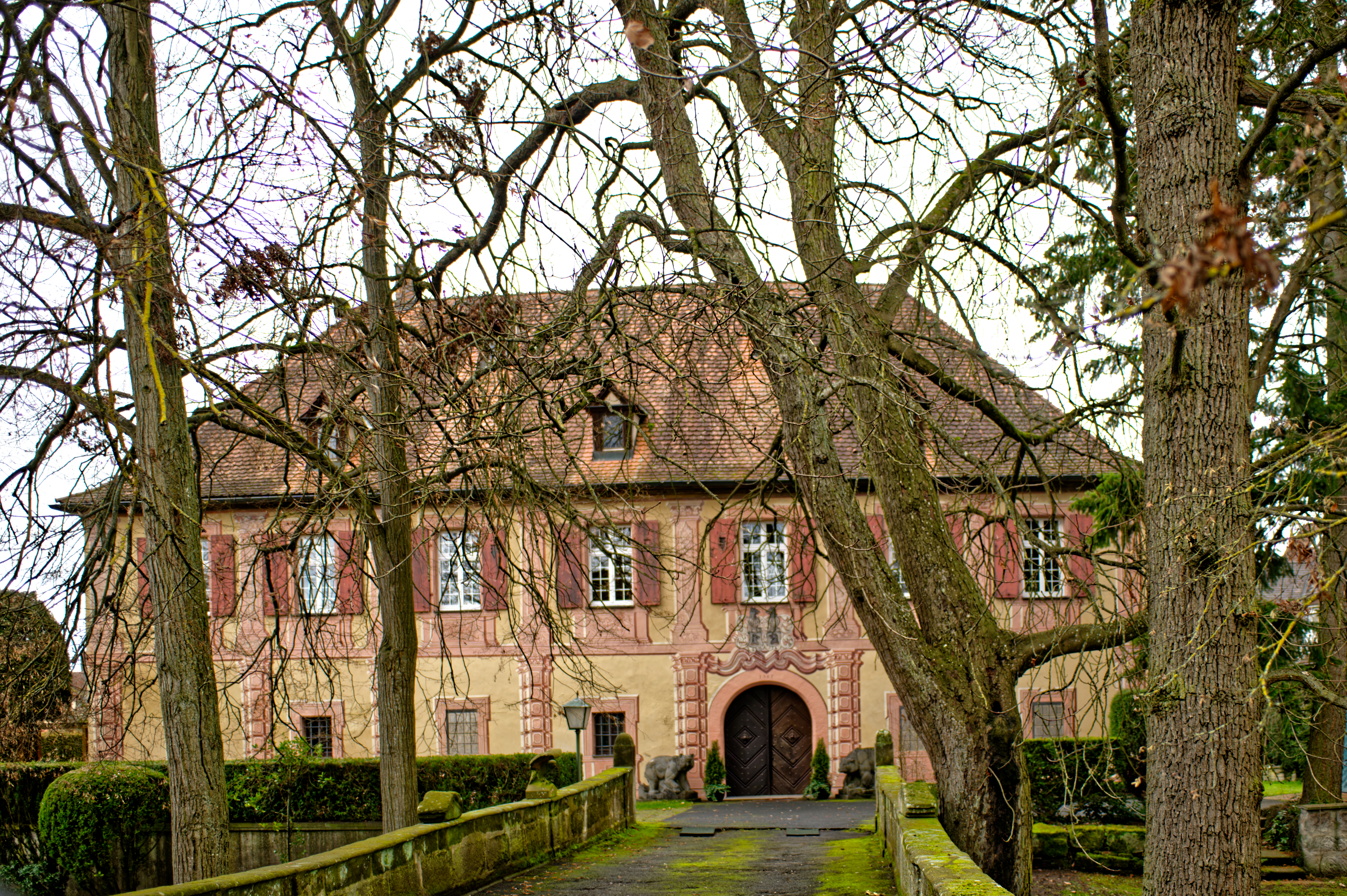
Schloss Mühlhausen
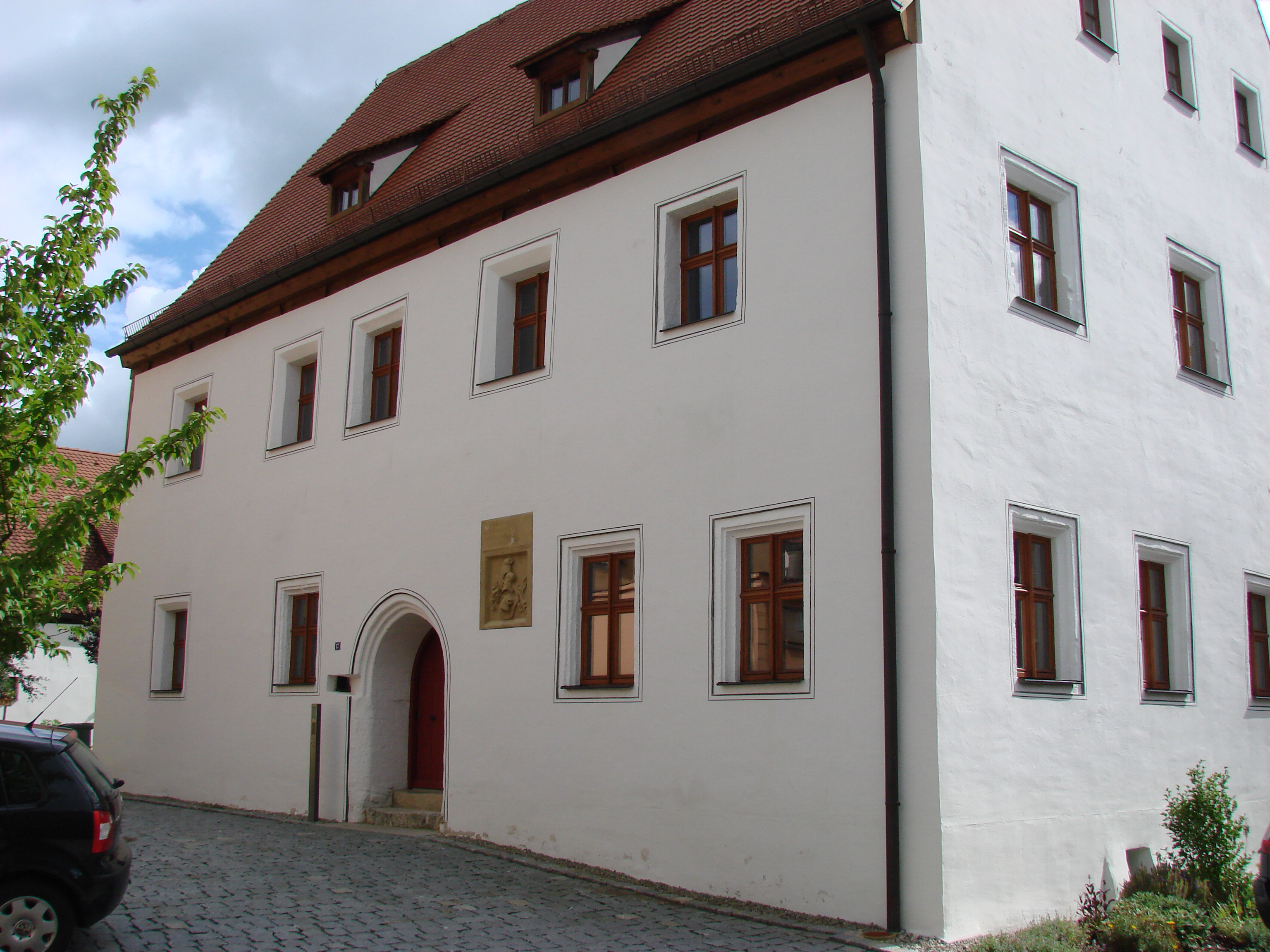
Egloffsteiner Palais in Sulzbach-Rosenberg
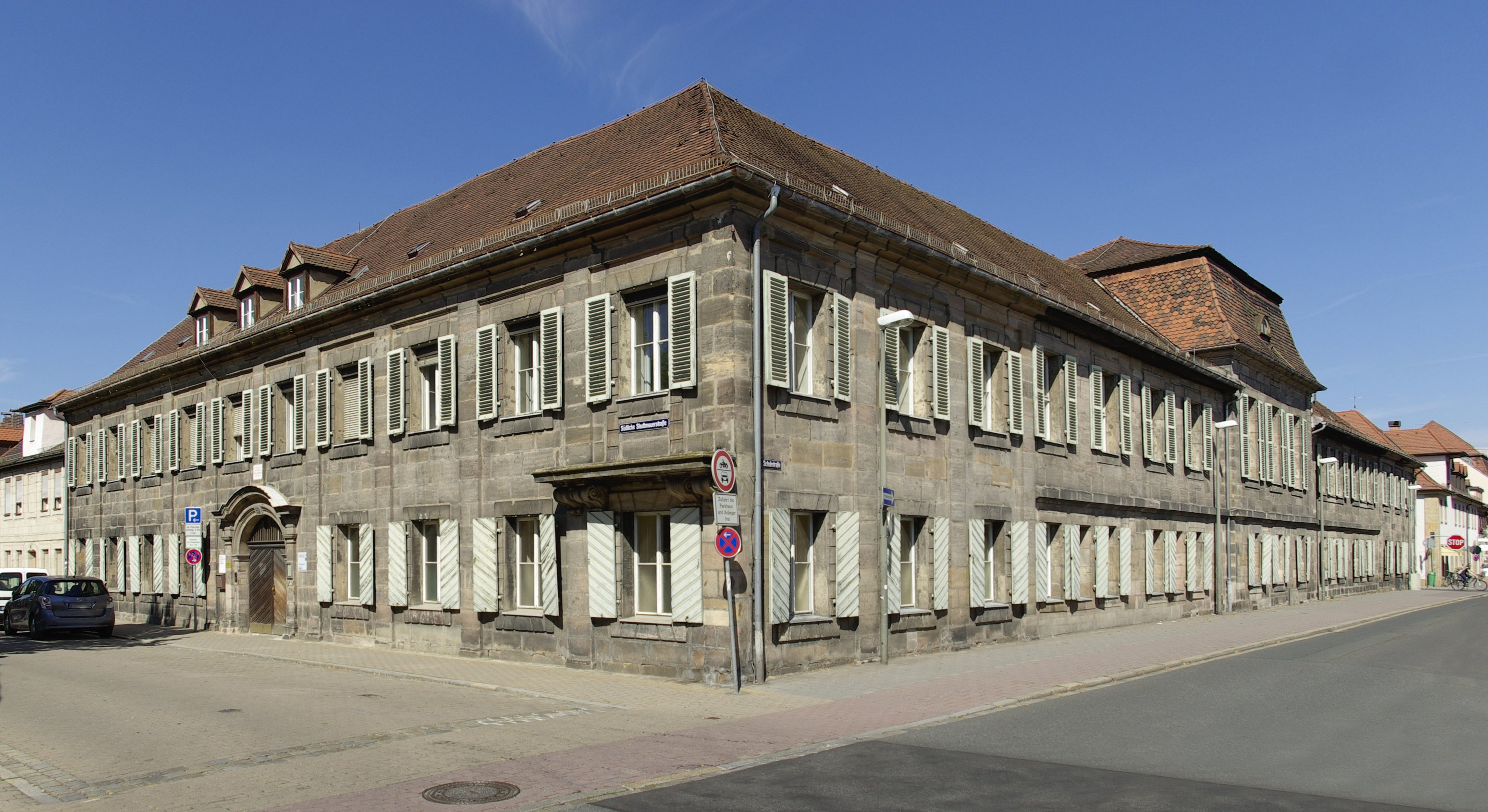
Egloffsteinsches Palais in Erlangen
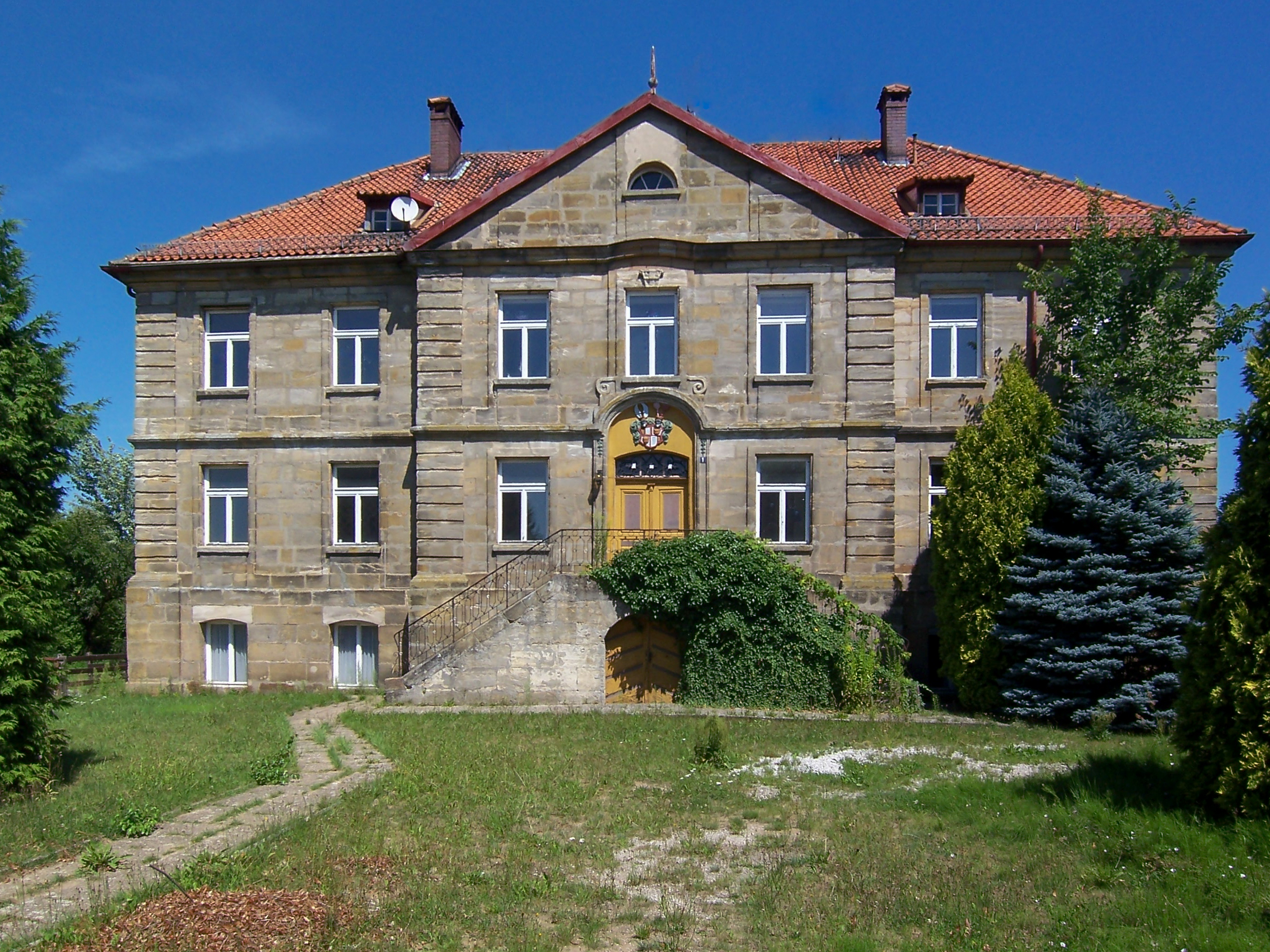
Schloss Büg

### Die von Egloffstein im Ordensland
Die Egloffsteiner hatten mehrere Besitzungen im damaligen Ordensstaat, heute Polen und russische Exklave Kaliningrad.
Ein Ortsteil von Gęsiki (deutsch Meistersfelde) im heutigen Polen hieß bis 1945 Egloffstein (polnisch Główczyno). Ebenfalls trug auch Łagodzin bei Gorzów Wielkopolski (deutsch Landsberg an der Warthe) vor 1945 diesen Namen.
Nach dem Ende des Preußischen Städtekrieges erhielt Deutschmeister Konrad von Egloffstein die Stadt Domnau zu Lehen als Lohn für seine Kriegsdienste. Konrad von Egloffstein errichtete auf einer Insel im Fluss ein neues Schloss. Die Reste der alten Burg wurden 1474 abgerissen.
Albrecht Freiherr von und zu Egloffstein ließ in Arklitten zwischen 1780 und 1782 im Stile des Spätbarocks das Schloss Arklitten errichten.

### Die Grafen von Egloffstein zu Arklitten und die von Egloff
Am 19. Oktober 1786 erhielten Freiherr Albrecht Dietrich Gottfried von und zum Egloffstein, preußischer Generalmajor und Gouverneur von Ost- und Westpreußen und sein Bruder Otto Friedrich Freiherr von Egloffstein, preußischer Major a. D., den Grafentitel, nachdem Ersterer 1783 das Majorat Arklitten in Ostpreußen, gestiftet hatte. Zum Besitz gehörte das Fideikommiss Arklitten, Kreis Gerdauen, Ostpreußen, und ab 1889 auch die Oberlausitzer Güter Kromlau und Groß Düben. Der preußische Major Otto Friedrich Graf von Egloffstein auf Arklitten hatte mit Anna Barbara Digga genannt Stein drei natürliche Kinder, Friederike, Luise und Ludwig Stein, die legitimiert und am 11. Juni 1792 zu Berlin vom preußischen König unter dem Namen von Egloff nobilitiert wurden. Friedrich Ludwig von Egloff war während der Befreiungskriege im 1. Leib-Husaren-Regiment und nahm als Rittmeister 1813 in der Schlacht bei Dennewitz den Adjutanten des französischen Marschalls Ney, den Oberst Le Clouet, gefangen. Der Leib-Husar von Egloff verdiente sich mehrere Orden. Das Eiserne Kreuz bekam er 1813 für Erfolge im Gefecht bei Luckau. Auch war er 1817 Mitglied in der Freimaurerloge zu den drei Weltkugeln, wie auch Carl Friedrich Graf von Egloffstein. 1836 war er Major im 1. Husarenregiment. Seine Schwester Friederike Barbara von Egloff war die Gemahlin des preußischen Landschaftsdirektors Karl Otto Benjamin von Knobloch auf Bansen im Ermland. Luise Gottliebe von Egloff (1782–1845) war mit dem preußischen Generalmajor Christian Friedrich von Mayer verheiratet.
Gemeinsam mit der freiherrlichen Linie besaßen die Grafen Egloffstein die Stammsitze Burg Egloffstein und Schloss Kunreuth sowie ab 1861 die vormals Redwitz'schen Güter Schloss Schmölz und (1862) Schloss Theisenort. Vom Mitbesitz der beiden Stammsitze Egloffstein und Kunreuth rührt auch, dass des Husaren-Majors Ludwig von Egloff Halbbruder Leopold Graf von Egloffstein, preußischer Kammerherr und Oberschenk, am 8. Mai 1814 in die Grafenklasse der Adelsmatrikel des Königreichs Bayern eingetragen wurde.

### Familienverband
Seit dem 13. Juli 1358 ist eine Kondominatstiftung urkundlich nachweisbar, dieser Geschlechtsverband wurde 1505 durch den Domherrn Leonhard von Egloffstein neu gegründet und hat sich im Jahr 1911 zu einem Familienverband der Grafen und Freiherren von und zu Egloffstein, einem eingetragenen Verein, zusammengeschlossen. Ein Familientag findet mittlerweile wieder alle drei Jahre an unterschiedlichen Orten, die mit der Familie in Zusammenhang stehen, statt.

## Die Freiherren von Egloffstein und ihre Linien
- I. (Hauptmännische) Linie

Stammvater: Karl Ludwig Ernst Franz von Egloffstein (1734–1773)
- 1. Ast;

Stammvater: Christian von Egloffstein (1764–1834)
1. Zweig
2. Zweig: im Mannesstamm erloschen mit den im Zweiten Weltkrieg gefallenen Söhnen des Wilhelm Freiherrn von und zu Egloffstein (1853–1929) und der Elisabeth, geborene Freiin von Rotenhan (* 2. Mai 1865 in Rentweinsdorf; † 29. Oktober 1948 in Eisenach)
3. Zweig: im Mannesstamm erloschen mit Camil von und zu Egloffstein (* 18. Dezember 1850 in Mühlhausen; † 5. Dezember 1919 in Cincinnati, Ohio, USA)
- 2. Ast

Stammvater: Friedrich Gottfried von und zu Egloffstein (1769–1848)
1. Zweig
Stammvater: Leonhard von und zu Egloffstein (1842–1904)
2. Zweig
Stammvater: Paul Friedrich August Freiherr von und zu Egloffstein (1856–1903)
- II. (Obmännische)Linie

Stammvater: Ernst von Egloffstein (1748–1830)
- 1. Ast:

Stammvater: Wilhelm von Egloffstein (1803–1866)
mit Camil Freiherr von und zu Egloffstein (* 28. Juli 1845 in Nürnberg; † 23. Juli 1924 in Kalksburg bei Wien) im Mannesstamm erloschen.
- 2. Ast:

Stammvater: Camill Ernst Carl Wilhelm Freiherr von und zu Egloffstein (1805–1868)
aus diesem Ast:
Moritz Jakob Albrecht Maria Freiherr von und zu Egloffstein (siehe oben)
- 3. Ast:

Stammvater: Karl von Egloffstein (* 24. Januar 1869 in Wunderburg; † 18. März 1929 in Bamberg), mit diesem erlosch auch dieser dritte Ast.
- 4. Ast:

Stammvater: Eugen Freiherr von und zu Egloffstein (* 25. Juli 1863 in Bamberg) legte vor 1900 Namen und Adel ab und wanderte aus.
- 5. Ast:

Stammvater: Friedrich Freiherr von und zu Egloffstein (* 18. Mai 1824 in Egloffstein; † 13. Februar 1885 in Dresden)
im Mannesstamm erloschen mit Leon Clarence Freiherr von und zu Egloffstein (* 9. Mai 1889; † 17. Oktober 1966)

## Wappen
- Das Stammwappen ist seit 1317 nachgewiesen. Es zeigt in Silber einen rechtsgekehrten, schwarzen Bärenkopf mit Hals und roter Zunge. Auf dem Helm mit schwarz-silbernen Decken der Bärenkopf.
- Das gräfliche Wappen von 1786 ist quadriert: Felder 1 und 4 in Silber ein rechtsgekehrter Kopf samt Hals eines rotbezungten schwarzen Bären, 2 und 3 in Gold der gekrönte preußische schwarze Adler, einwärtsgekehrt, mit den Kleestengeln auf den Flügeln. Auf dem Schild stehen drei mit Grafenkronen gekrönte Helme. Der rechte Helm mit schwarz silbernen Decken trägt den Adler des 3. Feldes, der linke mit schwarz-goldenen Decken den des 2. Feldes und der mittlere mit rechts schwarz-silbernen und links schwarz-goldenen Decken den vorwärts-gekehrten schwarzen Hals und Bärenkopf.[5]
- Das 1792 vom preußischen König den von Egloff verliehene Wappen hat in Anlehnung an das Stammwappen des gräflichen Stammvaters zwar auch bärigen Inhalt, doch da der Schild in Silber zwei aufwärts geschränkte naturfarbene Bärentatzen zeigt, ist es, wie auch der Familienname, als gemindert zu bezeichnen. Auf dem Helm mit schwarz-silbernen Decken ein schwarzer Flug.[7]

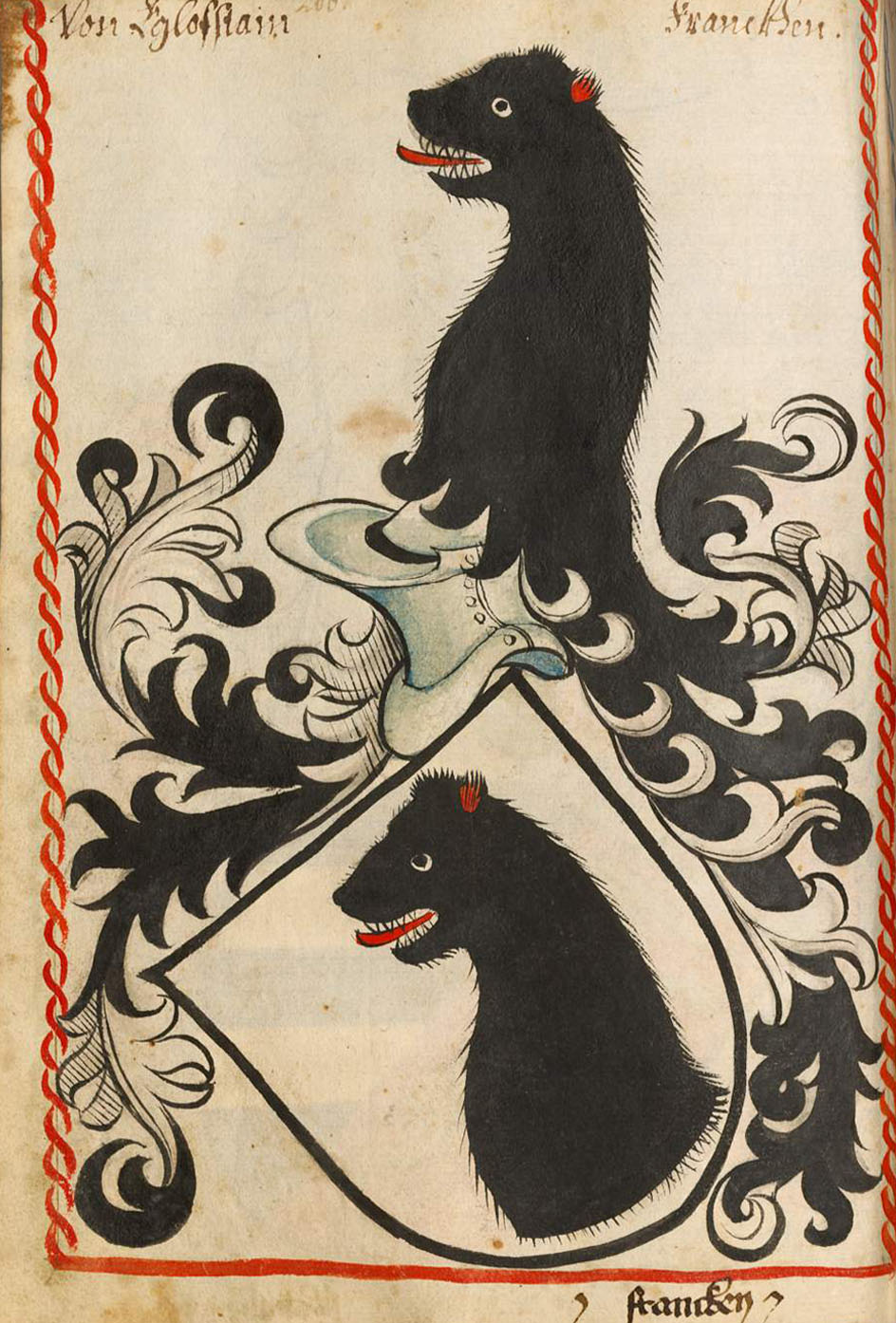
Wappen aus Scheiblers Wappenbuch 1450–1480
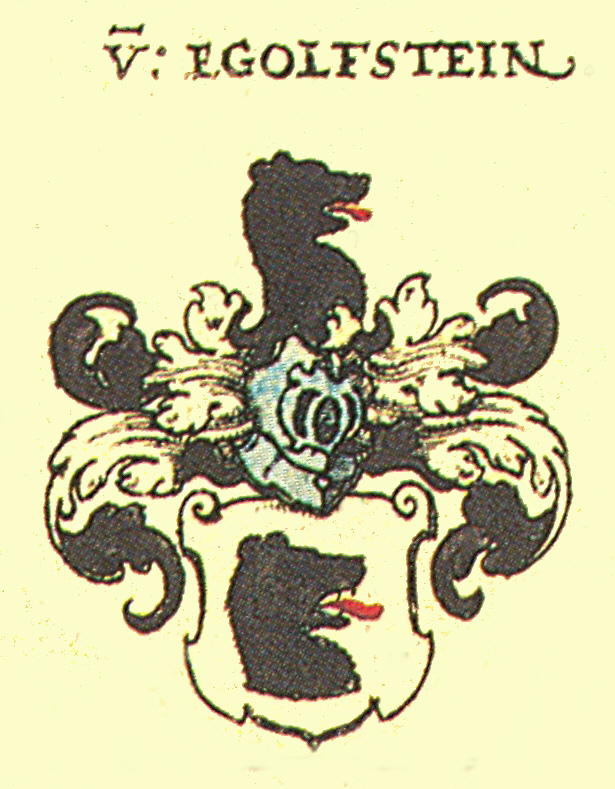
Wappen aus Siebmachers Wappenbuch von 1605
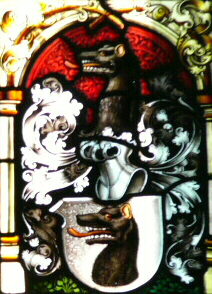
Bemalung eines Kirchenfensters 1916
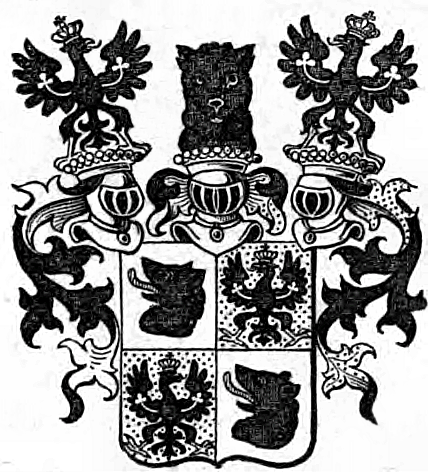
Wappen der Grafen von Egloffstein zu Arklitten 1786
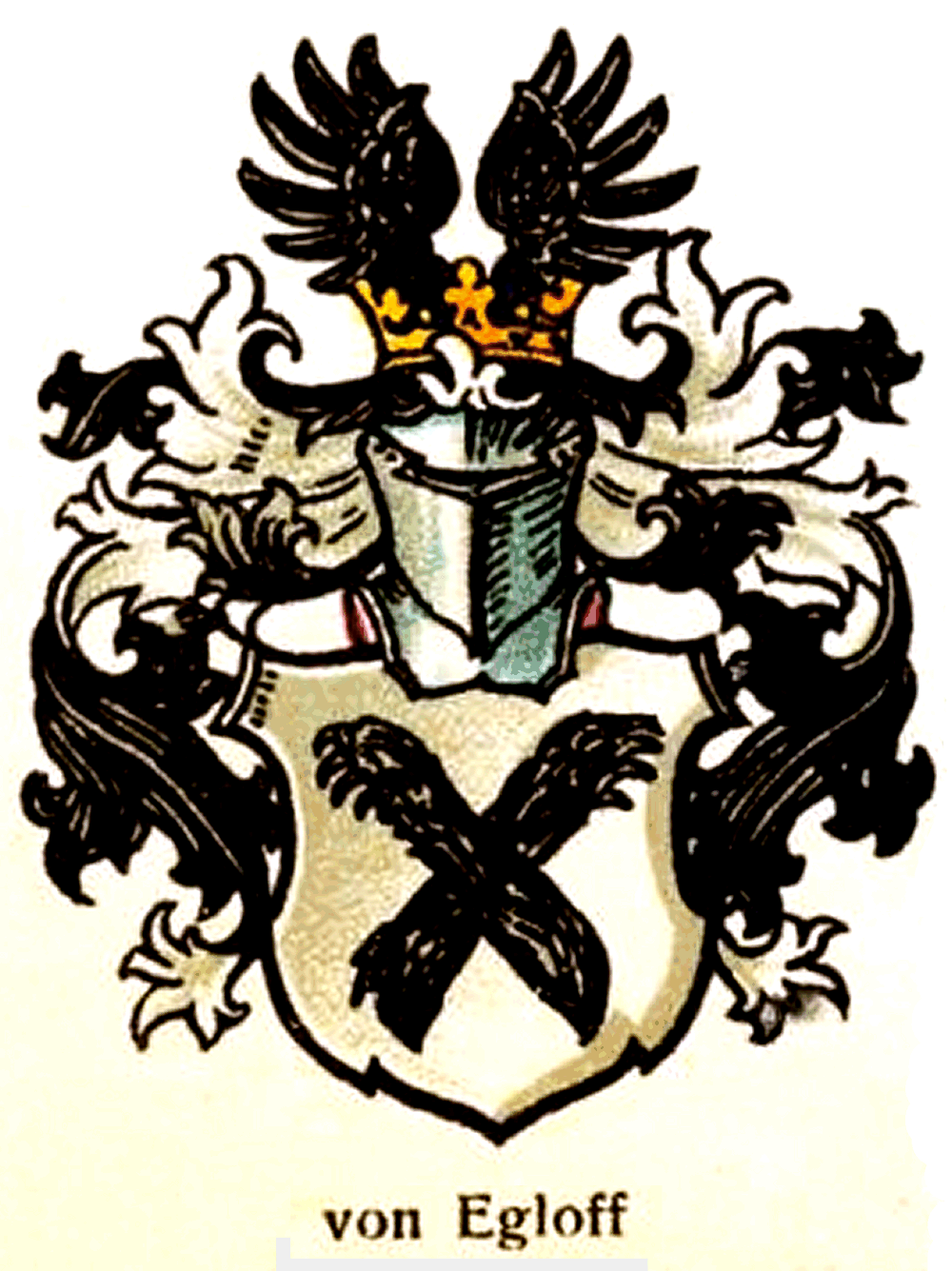
Wappen derer von Egloff (1792) von Hildebrandt

An das Wappentier des Egloffsteiner Bären erinnern noch die Ruinen der egloffsteinischen Burg Bärnfels und die Mühle Bärenthal an der Trubach. Das Wappen von Egloffstein mit umgekehrter Tinktur erinnert an diese Familie.

Wappen der Gemeinde Kunreuth
Wappen von Egloffstein

## Bekannte Familienmitglieder

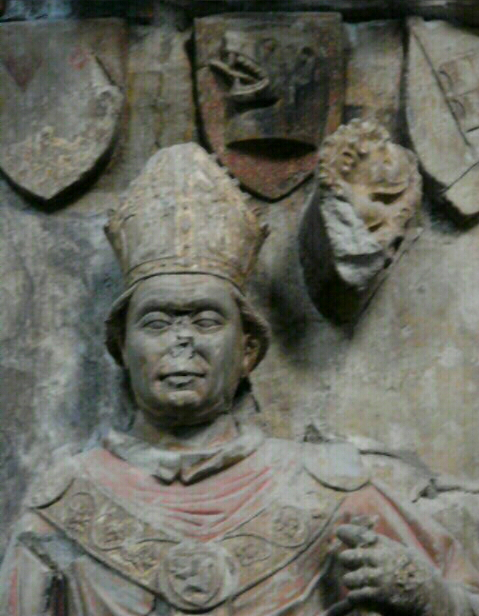
Johann I. von Egloffstein, Fürstbischof von Würzburg (1400–1411)

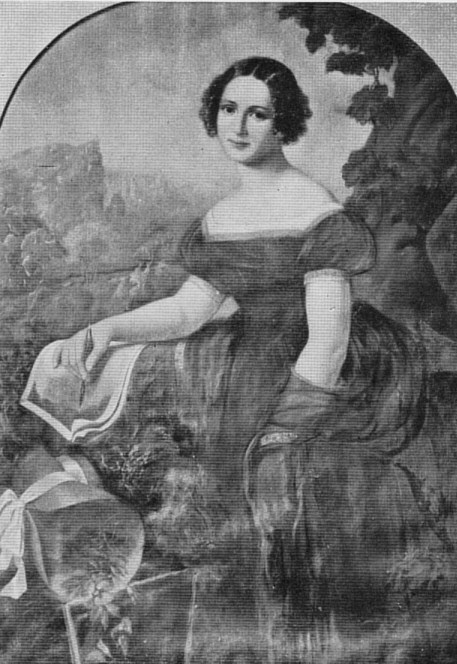
Julie Gräfin von Egloffstein (1792–1869), Malerin (Selbstbildnis)

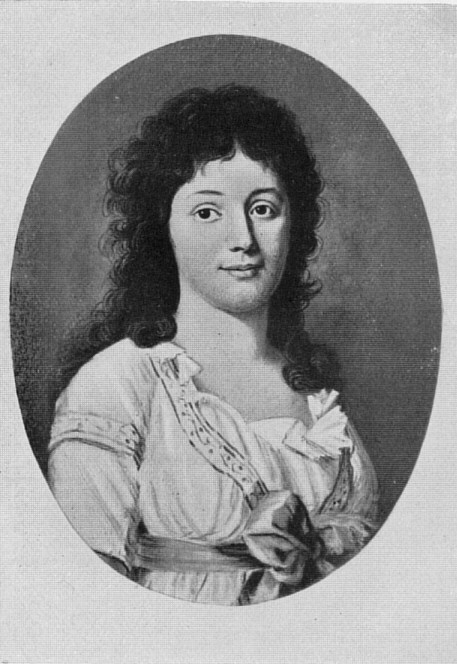
Henriette Gräfin von Egloffstein (1773–1864), Schriftstellerin

- Albrecht von und zu Egloffstein (* 1939), Besitzer der Burg Egloffstein
- Albrecht Dietrich Gottfried von und zu Egloffstein (1720–1791), preußischer Generalgouverneur von Ost- und Westpreußen
- Albrecht Heinrich von und zu Egloffstein (* 13. Juni 1946 in Gronau), Bezirksheimatpfleger von Oberfranken, Buchautor
- August Florian Heinrich Freiherr von Egloffstein (1819–1881), Kabinettschef des Königreichs Württemberg
- August Karl von und zu Egloffstein (1771–1834), sächsisch-weimarischer Generalmajor
- Carl von und zu Egloffstein (1795–1887), Gutsbesitzer und Abgeordneter
- Caroline von Egloffstein (1789–1868), deutsche Komponistin
- Friedrich von und zu Egloffstein (1824–1885), US-amerikanischer General
- Friedrich Gottfried von und zu Egloffstein (1769–1848), sachsen-weimarischer Generalmajor und Kammerherr
- Friedrich Wilhelm von Egloffstein (1824–1898), Topographiezeichner, Kartenmaler und Kupferstecher
- Günter von und zu Egloffstein (1896–1938), NSKK-Oberführer, 1933–1938 Präsident des DDAC (siehe ADAC)
- Gustav von und zu Egloffstein (1831–1916), preußischer Generalmajor
- Harthum von Egloffstein (Komtur zu Nürnberg) und Heinrich von Egloffstein (Franken) als Ritter des Deutschen Ordens
- Heinrich von und zu Egloffstein (1845–1914), preußischer General der Infanterie, Hofmarschall
- Henriette von Egloffstein (1773–1864), Schriftstellerin
- Hermann von und zu Egloffstein (1861–1938), großherzoglich sächsischer Kammerherr, Kabinettssekretär und Schriftsteller
- Johann I. von Egloffstein, Fürstbischof von Würzburg (1400–1411) und Gründer der Julius-Maximilians-Universität Würzburg
- Julie von Egloffstein (1792–1869), Hofdame und Malerin
- Julius von Egloffstein (General) (1803–1861), oldenburgische Militärperson
- Julius von Egloffstein (Jurist) (1809–1884), Präsident des Thüringer Oberlandesgerichts
- Klaus V. von Egloffstein (1497–1557), Schultheiß und Stadtkommandant von Forchheim
- Klaus von und zu Egloffstein (1844–1933), preußischer General der Infanterie
- Konrad von Egloffstein, Deutschmeister (1396–1416), Bruder des Würzburger Bischofs Johann I. von Egloffstein
- Kunigunde von Egloffstein (1456–1479), Äbtissin von Obermünster
- Leonhard von und zu Egloffstein (General, 1815) (1815–1900), preußischer Generalmajor
- Leonhard von und zu Egloffstein (General, 1842) (1842–1904), preußischer Generalmajor
- Leopold II. von Egloffstein, Bischof von Bamberg (1336–1343)
- Leopold III. von und zu Egloffstein (1766–1830), preußischer Obermundschenk und letzter Ritterhauptmann des Kantons Steigerwald der Fränkischen Reichsritterschaft
- Moritz von und zu Egloffstein (1861–1942), bayerischer Generalmajor, Führer in der Kavallerie-Division im Ersten Weltkrieg
- Sigmund von Egloffstein (1425–1479), Reichsschultheiß von Nürnberg
- Wilhelm von und zu Egloffstein (1853–1929), preußischer General der Infanterie
- Winfrid von Pölnitz von und zu Egloffstein (1933–2021), Administrator der Fuggerschen Stiftungen in Augsburg

## Varia
Ludwig Robert Oerthel wurde 1894 in Dresden geboren. In den 1920er Jahren „wirkte“ er als Hochstapler unter dem Namen Freiherr von Egloffstein:
- Freiherr von Egloffstein. Roman aus der Reihe Außenseiter der Gesellschaft. Die Verbrechen der Gegenwart der 1920er Jahre